# Григор'єв Андрій Миколайович
Григор'єв Андрій Миколайович (*12 травня 1989, Кіров, Якутська АРСР) — російський військовий, молодший сержант 39-тої окремої мотострілецької бригади 68-го армійського корпусу Східного військового округу. Герой Російської Федерації (2025).
Відомий завдяки відео, на якому він під час ножового бою вбиває українського військовослужбовця Дмитра Масловського.

## Біографія
Народився у якутському селещі Кіров у багатодітній родині. Мав спеціальність водія.
У 2015-2016 проходив строкову службу в армії. У 2024 році пішов добровольцем на російсько-українську війну, підписавши контракт з Міністерством оборони РФ.
В листопаді 2024 року під час боїв за Курахове перебував біля селище Трудове, Донецької області. На відео, знятому нашоломною камерою Масловського, було зафіксовано як боєць ЗСУ йде “на зачистку” до приватного будинку. Після автоматної перестрілки між Масловським і Григор'євим почалась рукопашна сутичка. Григор'єв застосував ніж, яким завдав Масловському удари, але українець його вихоплює. Тоді росіянин кусає бійця ЗСУ за пальці і б’є в голову шматком шиферу. Наприкінці 8-хвилинного український воїн визнає, що супротивник був кращим, і просить дати йому спокійно померти. 
В інтерв'ю російському пропагандистському телеканалу RT Григор'єв стверджував, що після бою в Трудовому ще кілька днів переховувався, перш ніж вийшов до своїх. А уникати помсти українських воїнів йому вдалося нібито завдяки тому, що чув їхні перемовини по рації, яку забрав у Дмитра.
23 лютого 2025 року Володимир Путін нагородив Григор'єва званням Героя Російської Федерації.